# Tachyphyle deaster
Tachyphyle deaster là một loài bướm đêm trong họ Geometridae.